# La Liga de 1998–99
A La Liga de 1998–99 foi a 68º edição da liga de Primeira Divisão de Espanha de futebol. Com 20 participantes, o campeão foi o FC Barcelona.